# Nepal i olympiska vinterspelen 2010

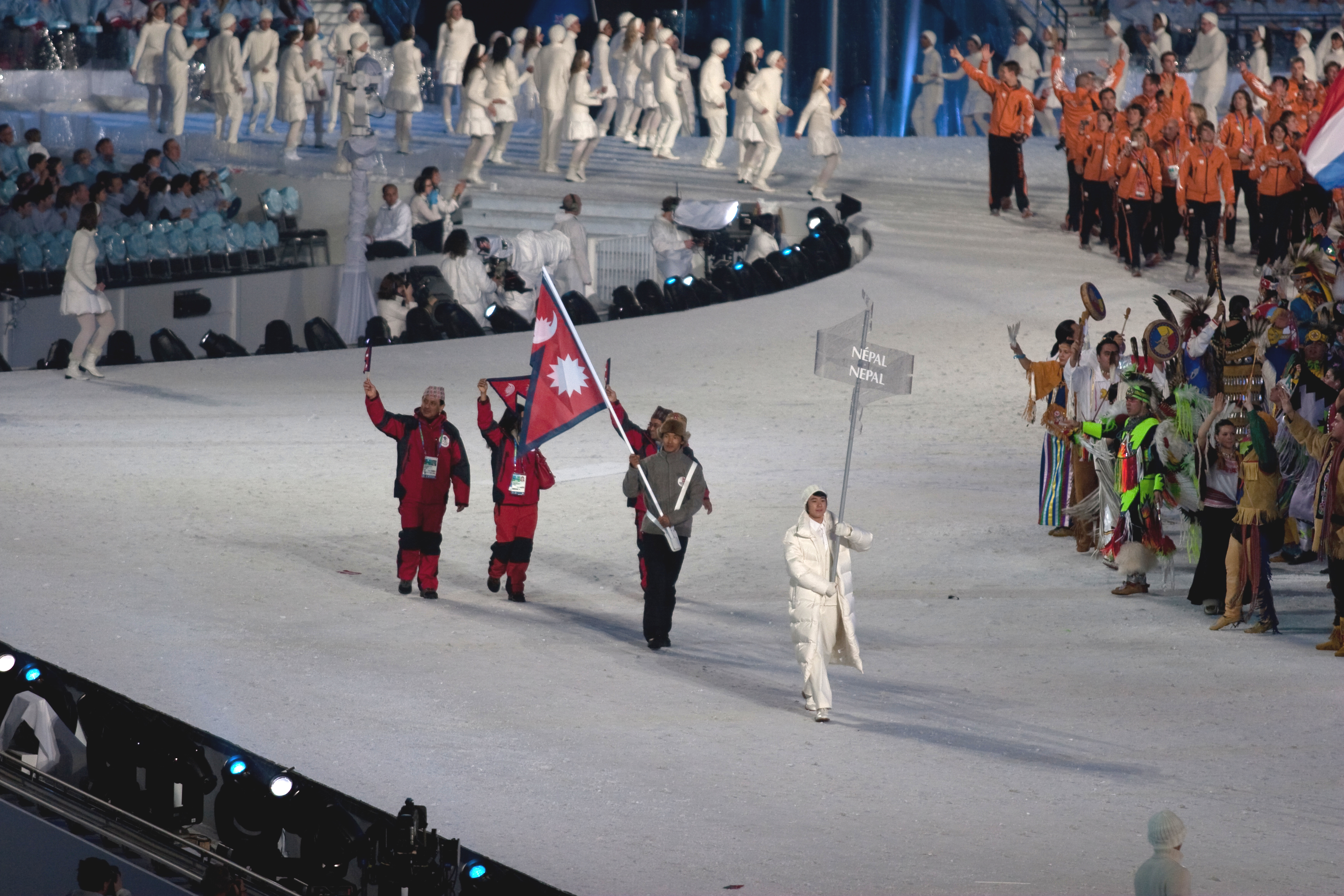
Nepals delegation under öppningsceremonin.

Nepal deltog i olympiska vinterspelen 2010 i Vancouver i Kanada.

## Alpint
- Kumar-Dhakal Shyam

## Längdskidåkning
- Dachhiri Sherpa